# Zemo Lata
Zemo Lata (en georgiano: ზემო ლათა; en abjasio: Лаҭа хәыҷы) es una aldea que pertenece a la parcialmente reconocida República de Abjasia, parte del distrito de Gulripshi, aunque de iure pertenece al municipio de Gulripshi de la República Autónoma de Abjasia de Georgia.

## Geografía
Zemo Lata se encuentra en las estribaciones de los montes de Abjasia, en la orilla derecha del río Kodori. La aldea se encuentra a 62 km de Gulripshi y se administra desde el pueblo de Lata.

## Demografía
La evolución demográfica de Zemo Lata entre 1959 y 1989 fue la siguiente:
| 158                                                 | 55 |
| (Fuente: Population of Abkhazia since Soviet times) |    |

Antes de la guerra de Abjasia, la mayoría de la población local eran armenios.